# マスタケ
マスタケ（鱒茸、学名: Laetiporus cremeiporus）は、アイカワタケ科アイカワタケ属の食用キノコ。よく目立つ傘のオレンジ色が、魚のマスの肉の色に似ていることから、鱒茸（ますたけ）と呼ばれる。地方により、アカキノコ（栃木県・福島県）、アカボウ・アカンボ（青森県）、ホクチタケ、マスキノコの地方名で呼ばれている。

## 形態
子実体は非常に大型で、傘は径15 - 50センチメートル (cm) 、厚みは1 - 2.5 cmにもなり、半円形、扇形、イチョウ形などさまざまな形に例えられる。傘の表面色は鱒の身にも例えられる鮮やかなオレンジ色で、やがて生長すると退色して全体が白っぽくなる。はじめ木に近い部分がオレンジ色で、縁に近い部分が淡い肌色をしている。ふつう淡い環紋状の濃淡がある。傘下面は管孔状で、はじめはクリーム色、のちに傘表面より淡色の淡紅色を帯びる。肉は若いうちは柔らかいが、次第に堅くなってきて、のちにもろく砕けやすくなる。

## 分布・生態
東アジア、および西日本に分布する。木材腐朽菌。夏から秋にかけて、ミズナラなどの広葉樹林、カラマツ、ツガ、モミなどの針葉樹林の立ち木、倒木、枯れ木の古木、切り株などに、単生または重生する。多数の傘が重なり合い、根元はたいてい融合する。

## 分類
針葉樹の枯れ木に発生するミヤママスタケとマスタケは長らく混同されていた。かつて、マスタケは東日本ではモミなどの針葉樹に、西日本ではシイやカシといった広葉樹に生えるサルノコシカケに類するキノコと考えられており、東日本と西日本では味が異なることが、よく知られていた。
この針葉樹型マスタケと広葉樹型マスタケとの遺伝子などを詳細に分析した結果、針葉樹型と広葉樹型とは種が異なると結論づけられ、広葉樹型をマスタケ、針葉樹型をミヤママスタケ（深山鱒茸、学名: Laetiporus montanus）とに分けられた。

## 食用・毒性
食用になるキノコで、一部の地域では幼菌を食用としてきた。子実体を触ってみて耳たぶくらいの弾力があり柔らかい、色鮮やかな若い子実体を採取する。生長しすぎたものは、木質化して食用には適さない。食用に適するかは、採取のときにナイフが通るかどうかでも確認できる。独特な香りがあり、人によって好みは分かれる。
定番の料理は、適当な大きさに切って、天ぷらやフライにすると鶏肉のささみのような食感になる。ほかにすき焼き、バター炒め、野菜炒め、サラダ、トマト煮などにして食す。火が通りにくいキノコで、生食すると中毒を起こすことがあるため十分に火を通す。
欧米ではこのキノコの仲間を有毒として扱っており、日本のものも生食に近い食べ方をすると中毒を起こすことがある。ただし、毒成分については不明とされる。生食したときに現れる中毒症状は、下痢、嘔吐、腹痛、めまい、頻脈、方向感覚の麻痺などを引き起こすことが知られている。

## 近似するキノコ
幼菌時、外見がよく似ているキノコにシロカイメンタケ（Pseudophaeolus soloniensis、タマチョレイタケ科）があるが、木質化した肉質で食用にはならず、マスタケは力を加えても割れずに曲がるので区別がつく。
長らく混同されていたミヤママスタケ（Laetiporus montanus）の外観は、傘の表面がオレンジ色は同じだが、下面は傘と同色から黄色となる。一方、マスタケの傘の裏側の色は白色からクリーム色である。